# Tonco
Tonco ist eine Gemeinde in der italienischen Provinz Asti (AT), Region Piemont.

## Lage und Einwohner
Tonco liegt 17 km nördlich von Asti auf einer Höhe von 271 m über dem Meeresspiegel. Das Gemeindegebiet umfasst eine Fläche von elf km² und hat 735 Einwohner (Stand 31. Dezember 2023). 
Die Nachbargemeinden sind Alfiano Natta, Callino, Castell’Alfero, Corsione, Frinco, Montiglio Monferrato, Villa San Secondo und Villadeati.

## Kulinarische Spezialitäten
Bei Tonco werden Reben der Sorte Barbera für den Barbera d’Asti, einen Rotwein mit DOCG Status, sowie für den Barbera del Monferrato angebaut.